# Inselrat von Tristan da Cunha
Der Inselrat von Tristan da Cunha (englisch Island Council) ist das Parlament im Einkammersystem von Tristan da Cunha, einem gleichberechtigten Teil des Britischen Überseegebietes St. Helena, Ascension und Tristan da Cunha.
Der Rat hat seinen Sitz im Government Building Whitehall bzw. H'admin Building im Hauptort Edinburgh of the Seven Seas. Ihm steht der Chief Islander vor. Die Aufgabe des Inselrates besteht in einer beratenden Tätigkeit für den Administrator von Tristan da Cunha, dem Vertreter des Gouverneurs.
Die letzte Wahl fand 2022 statt.

## Abgeordnete
Der Inselrat besteht aus acht gewählten und drei ernannten Mitgliedern (diese haben kein Stimmrecht):
- Conrad Glass
- James Glass
- Vera Glass
- Warren Glass
- Rodney Green
- Terence Green
- Ian Lavarello
- Steve Swain
- Carlene Glass-Green – ernannt
- Anne Green – ernannt
- Beverley Swain – ernannt

## Chief Islander
Die Wähler können auf einer separaten Liste Kandidaten für Ratsmitglieder auswählen, die auch Kandidaten für das Amt des Chief Islander sind, und der Kandidat mit den meisten Stimmen wird zum Chief Islander von Tristan da Cunha. Für die angegebenen Jahre wurden gewählt:
- 1970–73: Harold Green
- 1973–79: Albert Glass
- 1979–82: Harold Green (zweite Amtszeit)
- 1982–85: Albert Glass (zweite Amtszeit)
- 1985–88: Harold Green (dritte Amtszeit)
- 1988–91: Anne Green
- 1991–94: Lewis Glass
- 1994–97: James Glass
- 1997–2000: James Glass (zweite Amtszeit)
- 2000–03: James Glass (dritte Amtszeit)
- 2003–07: Anne Green (zweite Amtszeit)
- 2007–10: Conrad Glass
- 2010–19: Ian Lavarello
- 2019–2022: James Glass (vierte Amtszeit)
- seit 2022: James Glass (fünfte Amtszeit)